# جیغ (آلبوم چندآهنگه)
جیغ (کره‌ای: 훗؛ زیرنویس ۰۰۹) سومین آلبوم کوتاه از گرلز جنریشن است. این آلبوم شامل پنج آهنگ است و در تاریخ ۲۷ اکتبر ۲۰۱۰ توسط اس.ام. انترتینمنت منتشر شد.
این آلبوم توسط فهرست آلبوم گائون به عنوان سومین آلبوم پرفروش سال ۲۰۱۰ در کره جنوبی ذکر شد که ۱۶۳٬۰۶۶ نسخه فروخته‌است.

## ترکیب بندی
تولید این آلبوم توسط وی‌سانگ، جینو (هیتچ‌هایکر)، کنزی و هم اتاقی سابق و عضو گروه نادیا، هوانگ هیون، انجام شد. ترانهٔ «جیغ» توسط آهنگسازان دانمارکی مارتین مایکل لارسون و لارس هالوور جنسن به همراه آهنگساز انگلیسی الکس جیمز با هدف ایجاد «ترانهٔ پرانرژی و جذاب برای یک هنرمند یا گروه زن» ساخته شد. این ترانه در ابتدا با عنوان «ضد گلوله» و با اشعار انگلیسی نوشته شده بود.
«اشتباه» آهنگ دوم و یک بالاد R&B با شعری از کوان یوری است که در مورد دختری می‌نویسد که نمی‌تواند از رابطه با یک پسر که از او خواسته‌است «منتظرش بماند»، بیرون رود، اما در پایان آن پسر عشقی دیگر پیدا می‌کند و آن دختر خود را سرزنش می‌کند که تلاش نکرد عشق بینشان را حفظ کند. آهنگ سوم «بهترین دوست من» آهنگی در سبک آراندبی با شعری از وی‌سانگ است که در مورد دوستی بین اعضای گرلز جنریشن صحبت می‌کند. آهنگ چهارم، «بیدار شو»، یک آهنگ الکتروپاپ است که دارای صدای ضرب سینث تیره با ریتم سرعت متوسط است. «آرزوی برفی» پنجمین آهنگ و یک آهنگ رقصی-پاپ پرانرژی است.

## لیست آهنگ
| شماره      | نام                                                             | سراینده        | آهنگساز                                                       | تنظیم                                                         | مدت   |
| ---------- | --------------------------------------------------------------- | -------------- | ------------------------------------------------------------- | ------------------------------------------------------------- | ----- |
| ۱.         | «جیغ» (훗; Hut)                                                 | جان هیونکیو لی | الکس جیمز، لارس هالوور جنسن مارتین مایکل لارسون               | الکس جیمز، لارس هالور جنسن، مارتین مایکل لارسون               | ۳:۱۸  |
| ۲.         | «اشتباه» (내 잘못이죠; Nae Jalmoshijyo) (تحت‌الفظی. «اشتباه من») | کوان یوری      | شریل یی، جین نا                                               | کنزی                                                          | ۴:۰۷  |
| ۳.         | «بهترین دوست من» (단짝; Danjjak) (تحت‌الفظی. «رفیق»)             | وی‌سانگ         | کارستن لیندبرگ، یواخیم سوورس، ژولین بل، جید اندرسون، مایکل جی | کارستن لیندبرگ، یواخیم سوورس، ژولین بل، جید اندرسون، مایکل جی | ۳:۲۴  |
| ۴.         | «بیدار شو»                                                      | کیم بو مین     | هیتچ‌هایکر                                                     | هیتچ‌هایکر                                                     | ۳:۱۵  |
| ۵.         | «آرزوی برفی» (تحت‌الفظی첫눈에…; Cheonnune…) (. «در اولین برف»)   | هوانگ هیون     | هوانگ هیون                                                    | هوانگ هیون                                                    | ۳:۲۸  |
| مجموع مدت: | مجموع مدت:                                                      | مجموع مدت:     | مجموع مدت:                                                    | مجموع مدت:                                                    | ۱۷:۳۵ |